# Captain Planet and the Planeteers (phim)
Captain Planet and the Planeteers (tiếng Việt: Đội trưởng Hành tinh và các bạn trẻ Trái đất) là một bộ phim hoạt hình về siêu anh hùng bảo vệ môi trường của Mỹ được sản xuất bởi Barbara Pyle và Ted Turner, và được phát triển bởi Pyle, Nicholas Boxer, Thom Beers, Andy Heyward, Robby London, Bob Forward và Cassandra Schafausen. Bộ phim này do Turner Program Services và DIC Enterprises sản xuất và phát sóng trên TBS và hợp vốn từ ngày 15 tháng 9 năm 1990 đến ngày 5 tháng 12 năm 1992. Phim này được phân phối bởi Turner Program Services và phát sóng từ ngày 11 tháng 9 năm 1993 đến ngày 11 tháng 5 năm 1996. Bộ phim được chiếu lại trong những năm sau đó trên Cartoon Network và Boomerang. Bộ phim này là một hình thức giải trí có nội dung giáo dục và ủng hộ chiến dịch bảo vệ môi trường và được biết đến với việc có một số diễn viên nổi tiếng lồng tiếng cho các nhân vật phản diện. Nó đã tạo ra một sự nhượng quyền thương mại bao gồm tổ chức từ thiện và trò chơi điện tử.

## Tóm tắt
Thế giới của chúng ta đang gặp nguy hiểm. Gaia, linh hồn của Trái Đất, không còn có thể chịu đựng được sự hủy diệt khủng khiếp đang giáng xuống hành tinh của chúng ta. Cô ấy gửi năm chiếc nhẫn ma thuật cho năm người trẻ tuổi đặc biệt: Kwame, đến từ châu Phi, với sức mạnh của Trái Đất... Từ Bắc Mỹ, Wheeler, với sức mạnh của Lửa... Từ Liên Xô, Linka, với sức mạnh của Gió. Từ châu Á, Gi, với sức mạnh của Nước... và từ Nam Mỹ, Ma-Ti, với sức mạnh của Trái tim. Khi năm sức mạnh kết hợp lại, họ triệu tập nhà vô địch vĩ đại nhất của Trái Đất, Captain Planet (Đội trưởng hành tinh xanh). Sức mạnh là của bạn! (tiếng Anh: The power is yours!)
Mỗi tập phim được nối tiếp với ít nhất một tập ngắn "Planeteer Alert" (Hành tinh cảnh báo), thường được kết nối với cốt truyện, nơi các vấn đề môi trường - chính trị và các vấn đề chính trị - xã hội khác được thảo luận và cách người xem có thể đóng góp và trở thành một phần của "giải pháp" hơn là "sự ô nhiễm".

## Nhân vật trong phim

### Nhân vật chính

#### Gaia
Gaia (do Whoopi Goldberg đóng vai trong phần 1 - 3, Margot Kidder đóng vai trong phần 4 - 6), là linh hồn của hành tinh gửi năm chiếc nhẫn ma thuật - bốn chiếc có sức mạnh điều khiển một phần tử tự nhiên và một chiếc điều khiển phần tử Trái tim - gửi năm thanh niên được chọn trên toàn cầu. Cô ấy tuyên bố đã ngủ trong suốt thế kỷ 20 và thức dậy để nhìn thấy một thế giới ô nhiễm hơn so với lần cuối cùng cô ấy thức dậy, tuy nhiên điều này mâu thuẫn với một đoạn hồi tưởng lấy bối cảnh những năm 1920, trong đó mọi người nhận được sự hướng dẫn từ Gaia.
Biểu hiện thể chất của cô ấy là một phụ nữ da đen xinh đẹp. Trong tập hai của phần "Summit to Save Earth" (Hội nghị thượng đỉnh để cứu Trái Đất), nơi đối thủ của cô là Zarm đã đánh bại cô, Gaia được thể hiện là một người phụ nữ già yếu, Zarm giải thích rằng với sự tồn tại hàng tỷ năm của Trái đất, Gaia sẽ có ý nghĩa bề ngoài có vẻ bề thế.

#### Đội trưởng hành tinh xanh (Captain Planet)
Trong những tình huống mà các tình nguyện viên hành tinh xanh không thể giải quyết một mình, họ có thể kết hợp sức mạnh hành tinh của mình để triệu hồi Captain Planet (đội trưởng hành tinh xanh) (được lồng tiếng bởi David Coburn), sức mạnh trái tim được phóng đại của Ma-Ti dưới dạng một nam siêu anh hùng da xanh. Với "cá đối" xanh, sở hữu tất cả sức mạnh khuếch đại của các Planeteers (tình nguyện viên hành tinh xanh) khác, cùng với các sức mạnh siêu anh hùng cổ điển hơn như bay, sức mạnh siêu phàm và khả năng bất phân loại. Sau khi hoàn thành công việc của mình, Captain Planet (đội trưởng hành tinh xanh) quay trở lại hành tinh này và để lại cho người xem thông điệp: "Sức mạnh là của bạn!". Thông thường, anh ta chỉ xuất hiện để đối phó với cuộc khủng hoảng lớn hơn rồi rời đi, nhưng một số cốt truyện đã khám phá ra rằng anh ta tồn tại ngoài những thời điểm này, chẳng hạn như khi anh ta được triệu hồi khi Kwame và Ma-Ti đang ở trong không gian, kết quả là năng lượng từ những chiếc nhẫn của họ đã tạo ra hành tinh không thể quay trở lại nguồn của nó, dẫn đến việc hành tinh buộc phải hoạt động ở cấp độ con người, chẳng hạn như yêu cầu xà beng và chìa khóa còng tay để giải cứu những người còn lại trong đội.

#### Các Planeteers (tình nguyện viên hành tinh xanh)
Các Planeteers được giao nhiệm vụ giúp bảo vệ hành tinh khỏi các thảm họa môi trường và nỗ lực giáo dục loài người để ngăn chặn những điều khác xảy ra. Ở phần đầu của các tập phim, Gaia sử dụng "Tầm nhìn hành tinh" của mình trong phòng chứa pha lê để khám phá nơi đang xảy ra sự hủy diệt tàn khốc nhất (trong hầu hết các tập phim, một hoặc nhiều kẻ phản diện sinh thái đứng sau nó) và gửi các Người hành tinh để giúp giải quyết vấn đề. Các Planeteers sử dụng phương tiện di chuyển (thường là máy bay được gọi là Geo-Cruiser) dựa trên năng lượng mặt trời để tránh gây ô nhiễm cho chính họ.
- Kwame (do LeVar Burton lồng tiếng) – Đến từ Châu Phi, sở hữu sức mạnh của Trái Đất.
- Wheeler (do Joey Dedio lồng tiếng) – Đến từ Brooklyn, Thành phố New York, Hoa Kỳ, điều khiển sức mạnh của Lửa.
- Linka (do Kath Soucie lồng tiếng) – Đến từ Liên Xô (phần 1 và 2) và Đông Âu (phần 3 - 6), có sức mạnh của Gió.
- Gi (do Janice Kawaye lồng tiếng) – Đến từ châu Á, điều khiển sức mạnh của Nước.
- Ma-Ti (do Scott Menville lồng tiếng) – Đến từ Brazil (đôi khi đến từ Nam Mỹ), nắm giữ sức mạnh của Trái tim.
- Suchi (hiệu ứng giọng hát do Frank Welker cung cấp) – Khỉ nhện cưng của Ma-Ti.

### Nhân vật phản diện

#### Nhân vật phản diện sinh thái (Eco-Villains)
Eco-Villains là một nhóm nhỏ những kẻ phản diện gây nguy hiểm cho hành tinh thông qua những việc làm gây ô nhiễm, phá rừng, săn bắn và các hoạt động kháckhông an toàn với môi trường. Họ tận hưởng sự hủy diệt mà họ gây ra cho hành tinh và tác hại mà họ mang lại để có được của cải, đất đai hoặc quyền lực. Các Eco-Villains có xu hướng làm việc một mình hầu hết thời gian, mặc dù họ sẵn sàng làm việc với nhau khi nó phù hợp với kế hoạch của họ. Khi các Eco-Villains bị Captain Planet và các Planeteers đánh bại, hầu hết chúng sẽ bị chính quyền bắt giữ. Chỉ trong tập hai của phần "Hội nghị thượng đỉnh để cứu Trái Đất", toàn bộ nhóm nhân vật phản diện sinh thái mới làm việc theo nhóm với Zarm là thủ lĩnh. Mỗi nhân vật phản diện này đại diện cho một lối suy nghĩ cụ thể có thể gây ra các vấn đề sinh thái.
- Hoggish Greedly (do Ed Asner lồng tiếng) - Một con người giống lợn đại diện cho sự nguy hiểm của việc tiêu thụ quá mức và lòng tham, Hoggish là nhân vật phản diện đầu tiên mà Captain Planet và các Planeteers chạm trán. Trong tập "Smog Hog", tiết lộ rằng Hoggish có một cậu con trai tên là Hoggish Greedly Jr. (do Charlie Schlatter lồng tiếng), người chỉ xuất hiện một lần và đã bị ảnh hưởng bởi âm mưu Road Hog gây ô nhiễm của mình. Vì điều này, Greedly phải hợp tác với Captain Planet để cứu sống con trai mình. Trong tập phim "Hog Tide", người ta tiết lộ rằng anh ta có một người ông tên là Don Porkaloin (được miêu tả là một nhân vật nhại lại Vito Corleone trong Bố già và cũng được lồng tiếng bởi Ed Asner), người trong quá khứ đã bị đánh bại bởi một nhóm Người hành tinh khác. Không giống như Hoggish Greedly, Porkaloin trở nên thân thiện với môi trường như trong tập "The Ghost of Porkaloin Past".
  - Rigger (do John Ratzenberger lồng tiếng) – Tay sai chính của Greedly. Anh ấy từng tuyên bố trong "The Ghost of Porkaloin Past" rằng lý do chính khiến anh ấy làm việc cho Greedly là vì không ai khác thuê anh ấy. Đôi khi anh ta đặt câu hỏi về mệnh lệnh của Greedly và tỏ ra lo lắng khi hành động của Greedly làm tổn hại đến môi trường mặc dù nó không bao giờ có bất kỳ ảnh hưởng nào đến ông chủ của anh ta, và phần lớn Rigger vẫn trung thành với Greedly. Rigger làm tất cả các công việc chân tay trong khi Greedly thường ngồi xung quanh và ăn.
- Verminous Skumm (do Jeff Goldblum lồng tiếng trong phần 1, Maurice LaMarche trong phần 2–5) – Nhân vật phản diện thứ hai xuất hiện trong loạt phim, hắn là một sinh vật nửa người nửa chuột đại diện cho tệ nạn đô thị, bệnh tật và lạm dụng ma túy. Skumm có thể điều khiển chuột và có máy bay trực thăng cá nhân của riêng mình được gọi là The Scum O'Copter. Skumm chịu trách nhiệm về cái chết của Boris, anh họ của Linka bằng ma túy trong tập phim "Mind Pollution". Trong một số tập sau, Verminous Skumm tham gia vào hoạt động trục lợi chiến tranh khi bán vũ khí cho các băng nhóm khác nhau.
  - Rat Pack – Một nhóm chuột hình người làm việc cho Verminous Skumm.
- Duke Nukem (do Dean Stockwell lồng tiếng trong phần 1–3, Maurice LaMarche trong phần 4–6) – Một bác sĩ đã tự biến mình thành một dị nhân da màu vàng nhiễm phóng xạ đại diện cho việc lạm dụng năng lượng hạt nhân và là nhân vật phản diện thứ ba xuất hiện. Anh ta là một trong số ít Eco-Villains, cùng với Zarm và Captain Pollution, có thể chiến đấu trực tiếp với Captain Planet. Nukem tạo ra bức xạ để bắn ra các vụ nổ phóng xạ từ tay của anh ta và sở hữu tầm nhìn X-Ray. Apogee tạm thời đổi tên nhân vật cùng tên của Công tước Nukem nhượng quyền trò chơi máy tính cho "Duke Nukum" để tránh mọi khiếu nại về nhãn hiệu có thể xảy ra mà họ có thể gặp phải từ các nhà sản xuất của Captain Planet. Nhân vật này sau đó được phát hiện là không có nhãn hiệu và các trò chơi đã được khôi phục về tiêu đề ban đầu của chúng. 
  - Leadsuit (do Frank Welker lồng tiếng) – Tay sai của Duke Nukem, tên của Leadsuit xác định ngoại hình của anh ta khi anh ta mặc một bộ đồ hazmat bằng chì toàn thân để chống lại bức xạ do cơ thể của Duke Nukem giải phóng. Anh ấy tiết lộ rằng anh ấy làm việc cho Duke Nukem vì khi Nukem tiếp quản thế giới, anh ấy sẽ trở thành chỉ huy thứ hai. Leadsuit nhút nhát, hiếm khi tranh cãi với Nukem (và luôn thua nếu anh ta phản đối bất cứ điều gì). Leadsuit sợ bóng tối và thường nhượng bộ khi gặp rắc rối nhỏ nhất.
- Tiến sĩ Barbara "Babs" Blight (lồng tiếng bởi Meg Ryan năm 1990–1991, Mary Kay Bergman năm 1992–1996, Tessa Auberjonois trong OK K.O.! Let's Be Heroes (K.O. - Làm anh hùng nào!)) – Nhân vật phản diện thứ tư lộ diện, Tiến sĩ Blight là một nhà khoa học điên đại diện cho sự nguy hiểm của công nghệ không được kiểm soát và thí nghiệm khoa học phi đạo đức. Kết quả của quá trình tự thử nghiệm, nửa bên trái của khuôn mặt cô ấy có vết sẹo khủng khiếp và thường bị tóc che khuất. Trong tập "Hog Tide", tiết lộ rằng Tiến sĩ Blight có một người bà tên là Betty Blight, người đã hỗ trợ Don Porkaloin trong âm mưu của ông ta. Trong tập "Hollywaste", Tiến sĩ Blight có một người em gái tên là Bambi (do Kath Soucie lồng tiếng).. Bambi gọi Blight bằng biệt danh "Babs", nhưng được gọi là "Người phụ nữ đau đầu" trong tên Nhân vật phản diện sinh thái của cô ấy.
  - MAL (lồng tiếng bởi David Rappaport năm 1990, Tim Curry năm 1991–1996) - Người chồng và tay sai thông minh nhân tạo của Tiến sĩ Blight. Anh ta có khả năng xâm nhập vào các hệ thống máy tính khác, chiếm lấy chúng và lập trình lại chúng chủ yếu theo các thông số kỹ thuật của Tiến sĩ Blight. MAL thường là nguồn năng lượng điều khiển và chính của mọi thứ trong phòng thí nghiệm của Tiến sĩ Blight cũng như các phương tiện mà cô ấy di chuyển.
- Looten Plunder (do James Coburn lồng tiếng trong phần 1-3, Ed Gilbert trong phần 4-6) - Một kẻ săn trộm giàu có và một doanh nhân quanh co đại diện cho tệ nạn của những hành động kinh doanh phi đạo đức. Looten là nhân vật phản diện thứ 6 xuất hiện trên Captain Planet trong tập thứ bảy, "The Last of Her Kind". Anh ta cũng được cho là có một người cháu tên là Robin Plunder. Tên của anh ấy là một cách chơi chữ của thuật ngữ "Cướp bóc và cướp bóc", và anh ấy luôn xuất hiện ở phần cuối của mỗi tập phim khi nam ca sĩ đề cập đến "Những kẻ xấu thích cướp bóc và cướp bóc!". Plunder nhìn thấy kế hoạch của mình bị hủy hoại và hét lên "Anh sẽ phải trả giá cho điều này, Captain Planet!". Plunder là nhân vật phản diện sinh thái duy nhất xuất hiện hàng đầu như đã thấy trong "Whoo Gives a Hoot", nơi Người hành tinh thua cuộc sau khi không cung cấp được bằng chứng cho thẩm phán rằng Plunder đã chặt cây trái phép trong một khu rừng già.
  - Argos Bleak (do S. Scott Bullock lồng tiếng) – Vệ sĩ và tay sai chính của Looten Plunder, anh ta cũng hoạt động như một lính đánh thuê và thực hiện hầu hết các công việc bẩn thỉu của Plunder. Argos dường như có nền tảng quân sự vì anh ta được thấy trong nhiều tập phim lái trực thăng hoặc máy bay khác, và sử dụng súng thành thạo. Argos thậm chí còn có tập phim "The Preditor" của riêng mình, nơi anh ta xuất hiện mà không có ông chủ của mình để săn cá mập. Một lần khác khi Plunder âm mưu với Hoggish Greedily, người ta thấy Argos Bleak đang tranh cãi với Rigger xem ai mới là Eco-Villain tốt hơn.
  - Anh em nhà Pinehead (do Dick Gautier và Frank Welker lồng tiếng) – Oakey và Dokey là hai thợ đốn gỗ ngoại cỡ là tay sai của Looten Plunder trong phần cuối cùng của "The New Adventures of Captain Planet".
- Sly Sludge (do Martin Sheen lồng tiếng trong Phần 1–3, Jim Cummings trong Phần 4–6) - Một người thu gom rác thải vô đạo đức đại diện cho sự lười biếng, thiếu hiểu biết và mối nguy hiểm của sự thờ ơ và suy nghĩ ngắn hạn. Tuy nhiên, vì nhiều kế hoạch của anh ấy liên quan đến quản lý chất thải, vốn là một vấn đề môi trường hợp pháp, nên anh ấy thường sử dụng điều đó để đạt được sự tôn trọng rõ ràng. Bùn là nhân vật phản diện cuối cùng được tiết lộ. Anh ta cũng là nhân vật phản diện chính duy nhất đào tẩu sang Planeteers, nơi chương trình tái chế của anh ta kiếm được rất nhiều tiền trong tập cuối "No Small Problem". Số tiền này cho phép Sludge đề xuất các kế hoạch sản xuất hàng loạt một cách thân thiện với môi trường, giá cả phải chăng để xử lý chất thải một cách an toàn.
  - Ooze (do Cam Clarke lồng tiếng) – Tay sai của Sly Sludge. Anh ta thường bị trả lương thấp và làm việc cho Sludge vì anh ta không có lựa chọn nào khác. Giống như Rigger, Ooze làm hầu hết các công việc nặng nhọc trong khi ông chủ của anh ta quan sát.
  - Tank Flusher III (do Frank Welker lồng tiếng) – Người hầu mạnh mẽ của Sly Sludge, người xuất hiện lần đầu trong "The New Adventures of Captain Planet", tập "A Mine is a Terrible Thing to Waste". 1 nơi anh ấy trả lời một quảng cáo cho "Một tay sai tàn ác phục vụ một bậc thầy Machiavellian" mặc dù anh ấy không biết ý nghĩa của nó.
- Zarm (lồng tiếng bởi Sting năm 1990 – 1992, David Warner năm 1992, Malcolm McDowell năm 1993 – 1995) – Một cựu linh hồn của hành tinh đã rời Gaia để tìm kiếm các thế giới khác và cuối cùng khiến các hành tinh đông dân khác bị hủy hoại khi thiếu Gaia để cân bằng ra phương pháp của mình. Ông đại diện cho chiến tranh và sự hủy diệt. Mặc dù Zarm không có bất kỳ tay sai nào của riêng mình, nhưng anh ta thường thao túng người khác để thực hiện mệnh lệnh của mình. Anh ấy đã từng hợp nhất Hoggish Greedly, Looten Plunder, Sly Sludge, Duke Nukem, Verminous Skumm và Dr. Blight dưới sự lãnh đạo của anh ấy trong tập hai phần "Summit to Save Earth". Những lần khác, anh ta tuyển dụng và thao túng những người khác, thậm chí cả các Planeteers, để làm việc cho anh ta. Zarm là Eco-Villain thứ năm xuất hiện trong sê-ri, lần đầu tiên xuất hiện trong tập thứ sáu. Bên ngoài chiến tranh và sự hủy diệt, Zarm thúc đẩy sự thù hận và chủ nghĩa độc tài toàn trị, thứ mà anh ta tin là những chất ô nhiễm nguy hiểm nhất đối với nhân loại, bằng chứng là anh ta đóng vai trò là người làm vua cho một nhà độc tài tên là Morgar. Zarm thừa nhận anh ta là lực lượng dẫn đường cho mọi kẻ chuyên quyền trong thế kỷ 20, nhưng thừa nhận một trong số họ đã thực sự từ chối sự giúp đỡ của anh ta và thách thức các Người hành tinh đoán xem ai, nói rằng "Tôi nghĩ anh sẽ rất ngạc nhiên".

#### Captain Pollution (Đội trưởng gây ô nhiễm môi trường)
Một đối tác gây ô nhiễm của Captain Planet tên là Captain Pollution (do David Coburn lồng tiếng, giống như đối tác tốt của anh ta) xuất hiện trong tập hai phần "Mission to Save Earth" khi Tiến sĩ Blight đánh cắp những chiếc nhẫn của Người hành tinh, tạo ra những bản sao gây ô nhiễm của chúng và phân phối các bản sao cho hầu hết các nhân vật phản diện Sinh thái khác. Mỗi Eco-Villain nhận được một chiếc nhẫn cụ thể có sức mạnh ngược lại với Planeteers:
- Duke Nukem có Bức xạ (đối trọng của Lửa).
- Looten Plunder có Phá rừng bừa bãi (đối trọng của Trái Đất).
- Sly Sludge có Khói bụi (đối lập với Gió).
- Verminous Skumm có Chất Độc (đối lập với Nước).
- Tiến sĩ Blight có Hận thù (đối tác của Trái tim).

Mỗi chiếc nhẫn ác quỷ đều có những khuôn mặt ác độc, trái ngược với những chiếc nhẫn Planeteer có chủ đề nguyên tố hơn. Captain Pollution yếu đi khi anh ta tiếp xúc với các nguyên tố tinh khiết như nước sạch hoặc ánh sáng mặt trời, trong khi anh ta có được sức mạnh khi tiếp xúc với các chất ô nhiễm, có thể hấp thụ chất ô nhiễm và phát ra các tia phóng xạ (và sau đó được chứng minh là có sức mạnh vô hạn khi tiếp xúc với các chất ô nhiễm sau khi ông hồi sinh). Khi được triệu tập, anh ta nói "Bằng sức mạnh gây ô nhiễm của anh cộng lại, tôi là Đội trưởng Ô nhiễm (Captain Pollution)! Ha! Ha! Ha! Ha! Ha! Ha!", Và khi biến mất, anh ta tuyên bố "Sức mạnh gây ô nhiễm là của anh!"
Trong lần xuất hiện đầu tiên, anh ta được cử bởi Eco-Villains để tiêu diệt các Planeteers nhưng bị Commander Clash đuổi đi, và sau trận chiến với Captain Planet, anh ta quay trở lại những chiếc nhẫn độc ác khiến chúng phát nổ. Trong tập hai phần "A Mine is a Terrible Thing to Waste", Captain Pollution được hồi sinh nhờ chất độc của năm chiếc nhẫn ma quỷ thấm vào hành tinh.
Captain Pollution là đối cực của Captain Planet về tính cách cũng như sức mạnh. Trái ngược với bản chất hào phóng và vị tha của Planet, Pollution lười biếng và kiêu ngạo, coi mình như một vị thần và những người tạo ra mình là người hầu hơn là đối tác. Captain Planet tóm tắt sự khác biệt trong quan điểm của họ trong trận chiến đầu tiên bằng cách chế nhạo rằng Planeteers không có ông chủ - họ là một đội - và đây là lý do tại sao Captain Pollution sẽ luôn thua.
Captain Pollution giống Captain Planet, nhưng da của anh ấy có màu vàng nhạt và có những vết thương màu nâu. Tóc của anh ấy màu đỏ và được tạo kiểu theo kiểu góa phụ và anh ấy có đôi mắt đỏ. Trang phục của anh ấy có cùng màu sắc và kiểu dáng với Planet, nhưng quả địa cầu trên ngực anh ấy bị rách ở giữa. Giọng nói của anh ấy tương tự như của Captain Planet, nhưng nó mang âm hưởng của thung lũng California. Captain Pollution bị Captain Planet đánh bại hai lần; lần đầu tiên trong "Sứ mệnh cứu Trái Đất" khi bị đâm xuyên qua đất, dung nham, không khí và nước, sau đó một lần nữa trong tập "A Mine is a Terrible Thing to Waste" khi bị lừa đi vào một căn phòng mắc ma dưới lòng đất. Captain Pollution bị tiêu diệt bởi Captain Planet, kẻ đã ném Pollution xuống nước để tiêu diệt anh ta.

### Nhân vật phản diện khác
- The Slaughters – Một gia đình săn trộm xuất hiện lần đầu trong "The New Adventures of Captain Planet". The Slaughters đại diện cho sự nguy cấp của động vật và tệ nạn săn trộm và thường cạnh tranh trực tiếp về tiền bạc với Looten Plunder. Mame và gia đình cô ấy đã từng hợp tác với Looten Plunder và Argos Bleak trong tập "Horns A'Plenty" khi các Planeteers hủy hoại việc săn trộm tê giác của mỗi người.
  - Mame Slaughter (lồng tiếng bởi Theresa Saldana trong lần xuất hiện đầu tiên, Mitzi McCall trong lần xuất hiện thứ hai) – Thủ lĩnh của Slaughters.
  - Stalker Slaughter (do Charlie Adler lồng tiếng) – Một trong những người con trai của Mame và là chỉ huy thứ hai của bà. Anh ấy có một sự gắn bó chặt chẽ với cô ấy vì anh ấy luôn cần sự chỉ dẫn của cô ấy.

## Các tập phim
Xem bài viết chi tiết: Danh sách các tập phim trong Captain Planet.

## Đánh giá bộ phim
Đánh giá phần một vào năm 2012, IGN đã đánh giá bộ phim là 5 trên 10, mô tả bộ phim hoạt hình này là "khá yếu" và các câu chuyện là "quá tệ".

## Nội dung giáo dục
Bộ phim này có nhiều tập phim khác nhau đã được xây dựng để đề cập đến các chủ đề phù hợp với khán giả hiện đại:
- "Mind Pollution"

Tập phim có tựa đề "Mind Pollution" (1991) đáng chú ý vì đề cập đến vấn đề lạm dụng ma túy. Điều này được giải thích là do các nhân vật coi nghiện ma túy là "sự ô nhiễm của tâm trí". Tập phim xoay quanh đại dịch của một loại thuốc thiết kế được gọi là "Bliss" do Verminous Skumm tạo ra. Nó bao gồm một cảnh anh họ của Linka là Boris nhảy qua cửa sổ và chết vì dùng ma túy quá liều.
- "Population Bomb"

"Population Bomb" (1991) tiếp tục xu hướng giải quyết chủ đề gây tranh cãi không điển hình cho phim hoạt hình dành cho trẻ em, trong trường hợp này là vấn đề dân số quá đông. Sử dụng chuột làm vật thay thế cho con người, tập phim đặt Wheeler vào một cuộc phiêu lưu theo phong cách Gulliver's Travels, nơi anh chạm trán với một bộ tộc chuột có tri giác đang bị tiêu diệt bởi dân số quá đông và sự lãnh đạo vô trách nhiệm. Hóa ra thử thách là thứ mà Wheeler đã mơ ước, mặc dù nó như một lời cảnh báo cho khán giả về tính bền vững và mức tiêu thụ quá mức.
- "A Formula for Hate"

Tập phim có tựa đề "A Formula for Hate" (1992) cũng không bình thường đối với loạt phim này ở chỗ đây là tập đầu tiên trong loạt phim hoạt hình dành cho trẻ em của Mỹ đề cập trực tiếp đến đại dịch HIV/AIDS. Trong tập phim, Skumm và một trong những tay sai chuột của hắn đã tẩy não một cộng đồng địa phương khiến họ nghĩ rằng vi-rút có thể lây lan qua tiếp xúc thông thường và do đó khiến mọi người căm ghét và sợ hãi một thanh niên bị nhiễm HIV, tên là Todd Andrews (lồng tiếng bởi Neil Patrick Harris), với mẹ của anh ấy do Elizabeth Taylor lồng tiếng. Captain Planet nói sự thật về AIDS cho toàn bộ trận đấu bóng rổ với sự giúp đỡ của huấn luyện viên của Todd. Sau đó, Captain Planet bắt được Skumm và tay sai chuột của hắn và giao hắn cho cảnh sát.

## Gia hạn nhượng quyền thương mại
Pyle và Boxer yêu cầu hàng hóa của loạt phim phải được sản xuất bền vững; vì điều này, một số công ty sản xuất hàng hóa theo chủ đề Captain Planet đã phải sửa chữa hoàn toàn phương tiện sản xuất của họ để sản xuất các sản phẩm tái chế và có thể tái chế.

### Truyện tranh
Marvel Comics đã xuất bản một bộ truyện tranh có tựa đề Captain Planet and the Planeteers. Bộ truyện đã phát hành mười hai số, bìa từ tháng 10 năm 1991 đến tháng 10 năm 1992.

### OK K.O.! Let's Be Heroes (K.O. - Làm anh hùng nào!)
Năm 2017, Captain Planet xuất hiện trong một tập phim chéo đặc biệt của loạt phim của Cartoon Network tên là "OK K.O.! Let's Be Heroes", với David Coburn đảm nhận vai Captain Planet và LeVar Burton đảm nhận vai Kwame. Các anh hùng này đã chiến đấu với Tiến sĩ Blight. Tập "The Power Is Yours" được phát sóng vào ngày 9 tháng 10 năm 2017 như một phần của mùa đầu tiên.

## Ảnh hưởng
Loạt chương trình thiếu nhi này được Đài Phát thanh - Truyền hình Bình Dương mua bản quyền lồng tiếng và phát sóng trên kênh SAM - BTV11 với tên gọi "Đội trưởng Hành tinh và các bạn trẻ Trái đất". Nó cũng được Đài Phát thanh - Truyền hình và Báo Bình Phước mua bản quyền lồng tiếng và phát sóng trên kênh ANT - BPTV3, cũng với tên gọi tương tự như kênh SAM - BTV11.